# Elwro 105LN

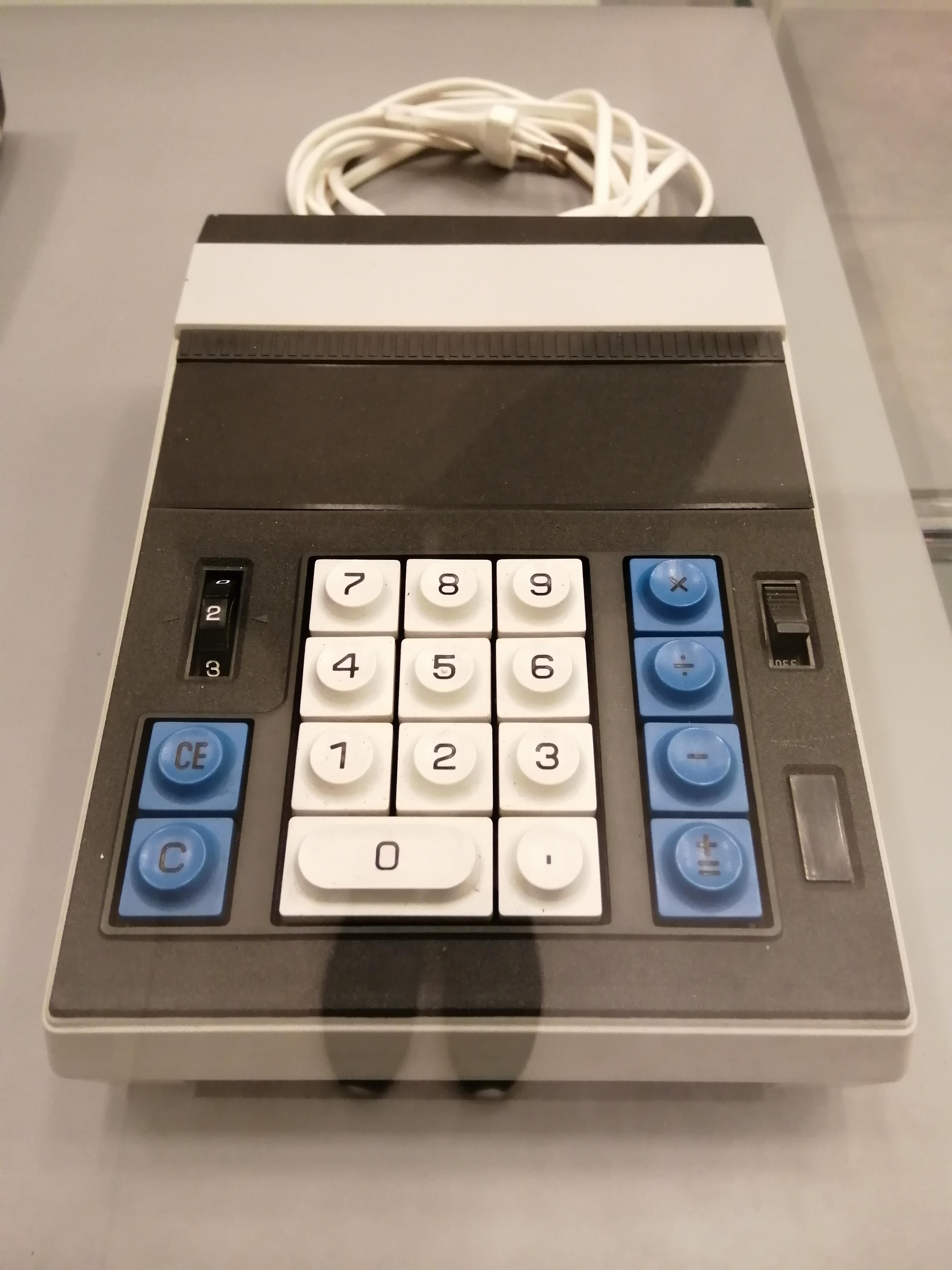
Elwro 105LN, zamknięta osłona wyświetlacza

ELWRO 105LN – polski biurowy, podstawowy kalkulator elektroniczny produkowany od 1973 przez Wrocławskie Zakłady Elektroniczne Elwro. Jeden z pierwszych polskich elektronicznych kalkulatorów biurowych. Następca Elwro 105L.
Umożliwiał wykonywanie czterech podstawowych działań w oparciu o logikę arytmetyczną (najpierw cyfra lub liczba, potem jej znak, czyli aby wykonać działanie „4 odjąć 3”, należało wprowadzić 4+3−). Nie miał pamięci. Liczba miejsc dziesiętnych była ustawiana specjalnym obrotowym przełącznikiem (0, 2, 3 i 4 miejsca dziesiętne ustawiane „na sztywno”). Zasilanie sieciowe 220 V.
Wyświetlacz dwunastocyfrowy siedmiosegmentowy wykonano w technice VFD – świecił wyraźnym zielonkawoniebieskim światłem, dodatkowo przed refleksami świetlnymi zabezpieczony był otwieraną osłoną, której zamknięcie powodowało wyłączenie urządzenia. Włączania kalkulatora dokonywało się suwakiem po prawej stronie, który uruchamiał wyłącznik i jednocześnie zwalniał sprężynę osłony wyświetlacza. Znak minus wyświetlany był w postaci dodatkowej czerwonej lampki po lewej stronie nad wyświetlaczem. W dolnej części wyświetlacza znajdowała się ręcznie przesuwana listwa umożliwiająca nastawienie separatorów tysięcznych. Obudowa w dolnej części miała wysuwany uchwyt do przenoszenia.
Klawisze były wykonane techniką wtrysku dwu tworzyw o różnych barwach jednocześnie, co zapewniało nieścieralność napisów.
Kalkulatory wykorzystywały układy scalone MK6010 firmy Mostek oraz CT5001 firmy Cal-Tex Semiconductor.

## Pierwowzór
Elwro 105LN jest praktycznie identyczny z kalkulatorem Exec 120-DN japońskiej firmy Busicom – zarówno co do obudowy, jak i budowy wewnętrznej.